# 下垂体炎
下垂体炎 (かすいたいえん) とは、脳下垂体の炎症である。下垂体炎は稀な疾患であり、その機序は完全には理解されていない。下垂体炎は一般的にリンパ球性下垂体炎として知られるが、それはリンパ球性炎症が下垂体前葉に限局されていたためである。

## 徴候と症状
下垂体炎はごく最近になって発見された疾患である。症状と徴候の4つのカテゴリーが存在する。妊娠を契機に発症することが多いとされ、最もよく見られる初発症状は頭痛と視覚障害である。いくつかの症状は下垂体前葉ホルモンの機能減少によるものである。下垂体前葉ホルモンの内、最も頻繁に影響されるのは副腎皮質刺激ホルモン産生細胞、プロラクチン分泌細胞、ゴナドトロピン産生細胞であり、それら全てが下垂体前葉で見つけられる。多尿症もよく見られる症状であり、それによって、極度の口渇を示す多飲症と同様に、尿が希釈され過ぎてしまうのである。高プロラクチン血症も見られ、それは血中のプロラクチン濃度が異常なほど高いことを意味する。通常、トルコ鞍に腫瘤が認められ、ホルモン機能の低下が見られるだろう。

## 診断
主に下垂体炎の診断は除外診断による。患者はしばしば下垂体腺腫の疑いで手術を受ける。しかし、最も確実な診断は MRI を用い、トルコ鞍のあらゆる腫瘤や病変を見つけることである。

## 治療
様々な試験を通じて、ブロモクリプチンの投与が視野欠損と低いプロラクチンレベルを改善しうることが示された。副腎皮質ステロイドを使用した時、下垂体の大きさが縮小し、硬膜への圧迫が軽減された。これらの副腎皮質ステロイドは下垂体の自己免疫反応の抑制を促すことも分かった。

## 予後
下垂体炎の患者の予後は個人によって様々であった。それを決定する因子には、トルコ鞍での腫瘤の増大、線維症の割合、副腎皮質ステロイドに対する反応性が含まれる。副腎皮質ステロイドを用い下垂体が縮小し始めた時、視覚障害は回復の方向に向かう。限られた数の報告症例における予後には良いものが多い。

## 歴史
最初に報告されたのは1962年であり、第2子を出産した14ヶ月後、22歳で副腎機能不全によって死亡した女性である。彼女は分娩3ヶ月後から倦怠、甲状腺腫 (ヨウ素欠乏)、無月経を来し始めた。これは元々イギリス、グラスゴーのGoudieとPinkertonによって報告された。現在まで、100を僅かに超えるほどの症例報告しかない。これらの大部分が女性の患者であり、妊娠後期と分娩早期に症状を自覚し始めていた。